# ホルスト・ルートヴィヒ・シュテルマー
ホルスト・L・シュテルマー（Horst Ludwig Störmer, 1949年4月6日 - ）は、ドイツ出身のアメリカ合衆国の実験物理学者。コロンビア大学物理学科教授。
1998年、分数量子ホール効果の発見によって、ダニエル・ツイ、ロバート・B・ラフリンらとともにノーベル物理学賞を受賞した。

## 経歴
店舗経営者の父と学校教師の母のもとフランクフルト・アム・マインに生まれる。1967年にアビトゥーア資格所得後、当初はダルムシュタット工科大学で建築を学ぶ意向であったが、ほどなくフランクフルト大学に進路を変更した。しかし物理学専攻の入学手続き期間を過ぎてしまったため、まず数学専攻として入学し、1968年に物理学専攻に転じた。
1974年に修士号 (Diplom) を所得し、フランス・グルノーブルの強磁場研究所 (Laboratoire National des Champs Magnétiques Intenses) で研究を積む。1977年にシュトゥットガルト大学で博士号 (Ph.D.) を取得後、博士研究員としてアメリカ・ニュージャージー州のベル研究所に赴任。1978年に正規の研究員となった。1997年にコロンビア大学に移った後、1998年1月に応用物理学の教授に就任。

## 受賞歴
- 1984年：オリヴァー・E・バックリー賞（アメリカ物理学会）
- 1998年：ノーベル物理学賞
- 1998年：ベンジャミン・フランクリン・メダル